# EchoStar I
O EchoStar I é um satélite de comunicação geoestacionário estadunidense que foi construído pela Lockheed Martin. Ele está localizado na posição orbital de 77 graus de longitude oeste e é operado pela EchoStar. O satélite foi baseado na plataforma AS-7000 e sua expectativa de vida útil era de 12 anos. A FCC aprovou a transferência da posição orbital 77 graus oeste para a QuetzSat a partir do dia 22 de setembro de 2010.

## Lançamento
O satélite foi lançado com sucesso ao espaço no dia 28 de dezembro de 1995, às 11:50 UTC, por meio de um veiculo Longa Marcha 2E lançado a partir do Centro Espacial de Xichang, na província de Sichuan, na China. Ele tinha uma massa de lançamento de 3287 kg.

## Capacidade e cobertura
O EchoStar I é equipado com 16 transponders em banda Ku para cobrir a região oeste e central dos Estados Unidos.